# ماركو سانتاغاتا
ماركو سانتاغاتا (28 أبريل 1947 - 9 نوفمبر 2020)، هو أكاديمي وكاتب وناقد أدبي إيطالي.
توفي ماركو سانتاغاتا في مدينة بيزا في 9 نوفمبر 2020 عن عمر يناهز 73 عامًا بعد إصابته بمرض فيروس كورونا.